# Boblberg
Boblberg.dk er en digital fællesskabsplatform, hvor borgere fra hele Danmark inviteres til at bruge deres lokalsamfund i fællesskab med andre. Det sociale netværk har over 500.000 brugere og samarbejder med kommuner, organisationer og foreninger over hele landet.

## Samarbejdspartnere
Boblberg samarbejder i øjeblikket med over 50 danske kommuner, hvor der løbende kommer flere til. Boblberg og kommunerne arbejder sammen om at styrke de sociale fællesskaber i de enkelte kommuner.
I 2019 indgik Boblberg og Dansk Røde Kors et strategisk samarbejde for at styrke fællesskaber og bekæmpe ensomhed i hele Danmark. I november 2019 åbnede Røde Kors og Boblberg op for Julevenner.dk – en digital platform, der skaber kontakt mellem værter og gæster, som har lyst til at holde juleaften sammen.

## Fællesskabsprisen
I august 2019 var Boblberg blandt de 10 vindere af årets Fællesskabspris. Partnerne bag Fællesskabsprisen er 3F, Dekra, Bedre Psykiatri, DFDS, ISS, Københavns Lufthavne, Københavns Professionshøjskole, REMA 1000 og Socialdemokratiets formand, Mette Frederiksen.